# Grandes Compagnies
Als Grandes Compagnies werden Gruppen von Söldnern bezeichnet, die während des Hundertjährigen Krieges, in Friedenszeiten oder während Waffenstillständen, also nach ihrer Entlassung durch ihren Dienstherrn, Frankreich durchzogen, ausplünderten oder von Lösegeldzahlungen lebten. Sie wurden allgemein auch als Routiers bezeichnet.
Vor allem während der Regierungszeiten der Könige Johann II. (1350–1364) und Karl V. (1364–1380) stellten die Grandes Compagnies eine enorme Belastung für die Bevölkerung dar. Sie bestanden aus Soldaten ausländischer Nationalitäten, vor allem aus Deutschen unter englischem Kommando, die der englische König Eduard III. nach dem Frieden von Brétigny (1360) entlassen hatte. Ihre Aktivitäten führten zu Abwehrreaktionen der Bevölkerung, die zeitweise auch erfolgreich waren; andererseits kam es bei Treffen mit regulären Truppen (Schlacht bei Brignais 1362) durchaus auch zu Siegen der Kompanien.
Der Connétable Bertrand du Guesclin wurde 1365 beauftragt, die Kompanien nach Spanien zu führen, um Frankreich von ihnen zu befreien. Hier kämpften sie für Heinrich von Trastamara gegen dessen Bruder Peter den Grausamen († 1369).
Bekannte Anführer der Routiers waren:
- Arnaud de Cervole, genannt l'Archiprêtre (der Erzpriester).
- Bétucat d'Albret
- Bernard de la Salle
- Hugh Calveley
- Robert Knolles
- John Creswell

Bekannte Kompanien waren:
- Die Tard-Venus, nach dem Vertrag von Brétigny (8. Mai 1360) demobilisierte Söldner, die unter dem Kommando von Petit Meschin und Seguin de Badefol vor allem in Burgund und im Languedoc hausten. 1362 verwüsteten sie die Grafschaft La Marche des Jacques de Bourbon, der gegen sie ins Feld gezogen war (siehe Schlacht bei Brignais).
- Die Compagnia Bianca, die sich ebenfalls nach dem Vertrag von Brétigny bildete. Sie stand unter dem Befehl von John Hawkwood.
- Später traten die Écorcheurs auf, die nach dem Vertrag von Arras (1435) und dem Ende des Bürgerkriegs der Armagnacs und Bourguignons entlassenen Söldner, deren Aktivitäten 1445 zur Bildung der französischen Ordonnanzkompanien führte, dem ersten stehenden Heer, das einem Teil der Söldner ein dauerhaftes Engagement brachte.
- Nicht nur in Frankreich traten derartige Söldnerbanden auf. Nichtfranzösische Beispiele sind die Katalanische Kompanie, die Almogàvers, die im Dienst Aragóns standen.